# Oxathres implicatus
Oxathres implicatus är en skalbaggsart som beskrevs av Julius Melzer 1926. Oxathres implicatus ingår i släktet Oxathres och familjen långhorningar. Inga underarter finns listade i Catalogue of Life.